# Венера с зеркалом
«Венера с зеркалом» (исп. La Venus del espejo) — картина испанского художника Диего Веласкеса, изображающая полулежащую обнажённую богиню любви Венеру. Картина написана маслом на холсте между 1648 и 1651 годами. Венера смотрится в зеркало, которое держит перед ней Амур. Другие названия картины — «Венера перед зеркалом», «Венера и Купидон».

## Тема и иконография картины

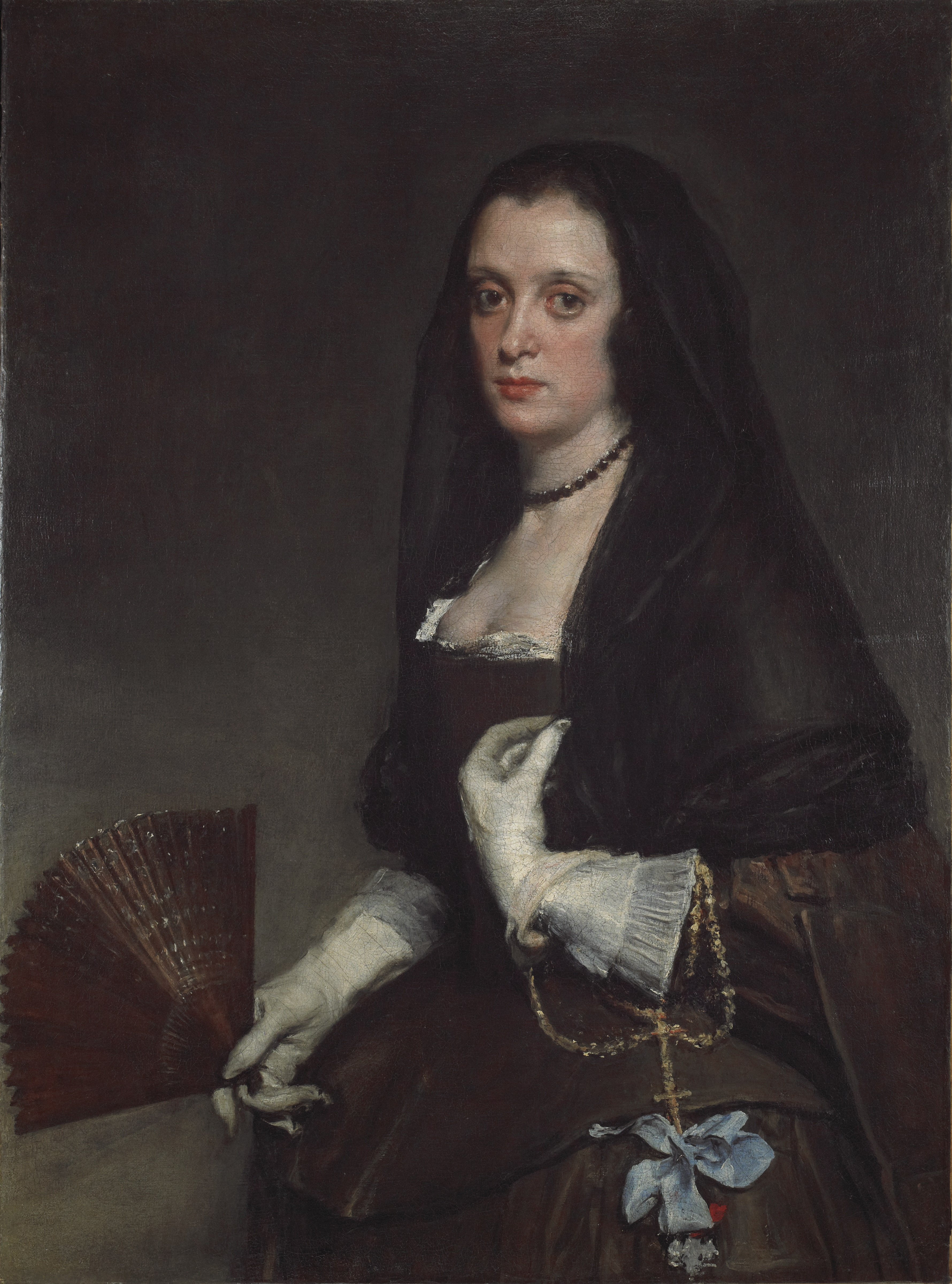
Д. Веласкес. Дама с веером. Между 1635 и 1640. Дерево, масло. Собрание Уоллеса, Лондон

«Венера с зеркалом» занимает в творчестве Веласкеса особое место: это его единственная сохранившаяся картина художника с явным эротическим подтекстом. Тем не менее, историкам искусства известно о пяти возможных картинах Веласкеса с изображением «лежащих Венер».
Католическая церковь и Святая инквизиция в Испании относились к этому жанру неодобрительно. Учитель и тесть Веласкеса Франсиско Пачеко в 1618 году получил королевскую должность «надзирателя за живописным ремеслом» (veedor del oficio de la pintura), а при инквизиции — «надзирателя за священными картинами» (veedor de pinturas sagradas). В своей мастерской, согласно обязанностям цензора, он проповедовал ученикам «строгое» отношение к религиозным сюжетам и «моральную живопись».
Веласкес также был придворным живописцем в Мадриде. Но он дважды побывал в Италии: в 1629—1631 и в 1648—1651 годах. Именно итальянскими впечатлениями, прежде всего от гедонистической венецианской живописи, объясняется необычная для Испании тема и композиция картины. Схожие по теме композиции известны у Джорджоне («Спящая Венера») и Тициана («Венера Урбинская»). Свою роль сыграло и знакомство Веласкеса в Италии с образцами античной скульптуры.
«Венеру с зеркалом» Веласкес написал, скорее всего, в период второго пребывания в Италии по заказу маркиза де Эличе. Предполагают, что картина была задумана парной к «Лежащей Венере» Порденоне (сведения о местонахождении картины отсутствуют, возможно, она была утрачена). Веласкес «перевернул» модель, изобразив её со спины, и поместил не на красном, как у венецианца Порденоне, а на чёрном покрывале. С помощью зеркала художник умело связал взгляды зрителя и прекрасной модели, превратившейся в испанку. Реплика «Венеры» Порденоне и картина Веласкеса принадлежали герцогине Альба и, в свою очередь, послужили образцами для испанского художника Франсиско Гойи при создании парных картин «Махa одетая» и «Маха обнажённая».
На ложе, покрытом чёрными и белыми шёлковыми простынями, спиной к зрителю лежит пленительная женщина с тёмными волосами, стянутыми на затылке в простой греческий узел. Она подпирает голову правой рукой и смотрится в зеркало в чёрной деревянной раме, которое держит крылатый амур. Известно, что ранее и сама картина была вставлена в чёрную раму — это создавало интригующий эффект удвоения.
Особенный интерес, разумеется, вызывает личность модели, с которой художник мог писать «Венеру с зеркалом». Но Веласкес предусмотрительно делает отражение лица героини едва намеченным, загадочно размытым. По-видимому, он хотел, чтобы никто не раскрыл инкогнито. Внимательный зритель заметит, что отражение в зеркале не соответствует действительному положению головы прекрасной модели, лица которой мы не видим. Это ещё более усиливает эффект таинственности.
В 1983-м году достоянием широкой публики стал документ, согласно которому во время первого пребывания Веласкеса в Италии у него была внебрачная связь, от которой родился сын Антонио. Мальчик появился на свет, когда Веласкес уже покинул Италию, а его матерью, предположительно, была итальянская художница Фламиния Трива (Flaminia Triva). Возможно, она изображена на картине Веласкеса «Дама с веером» (между 1635 и 1640, Cобрание Уоллеса, Лондон). Изображённая дама кажется испанкой, но она одета по французской моде конца 1630-х годов. Отсюда возникла версия, что на этом портрете изображена Мари де Роган, герцогиня Шеврёз, но точная идентификация до настоящего времени отсутствует.

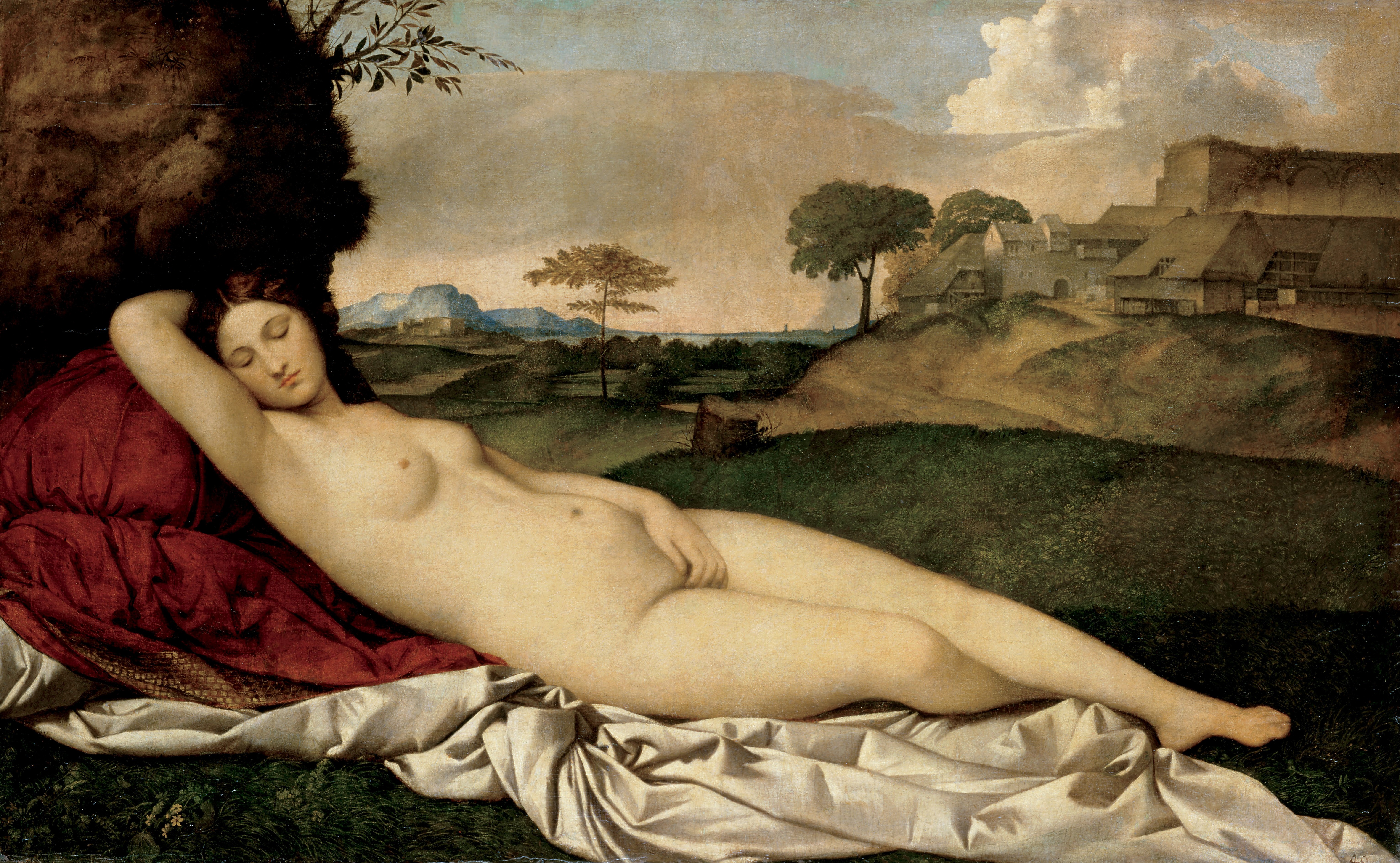
Джорджоне. Спящая Венера. Между 1508 и 1510. Холст, масло. Галерея старых мастеров, Дрезден
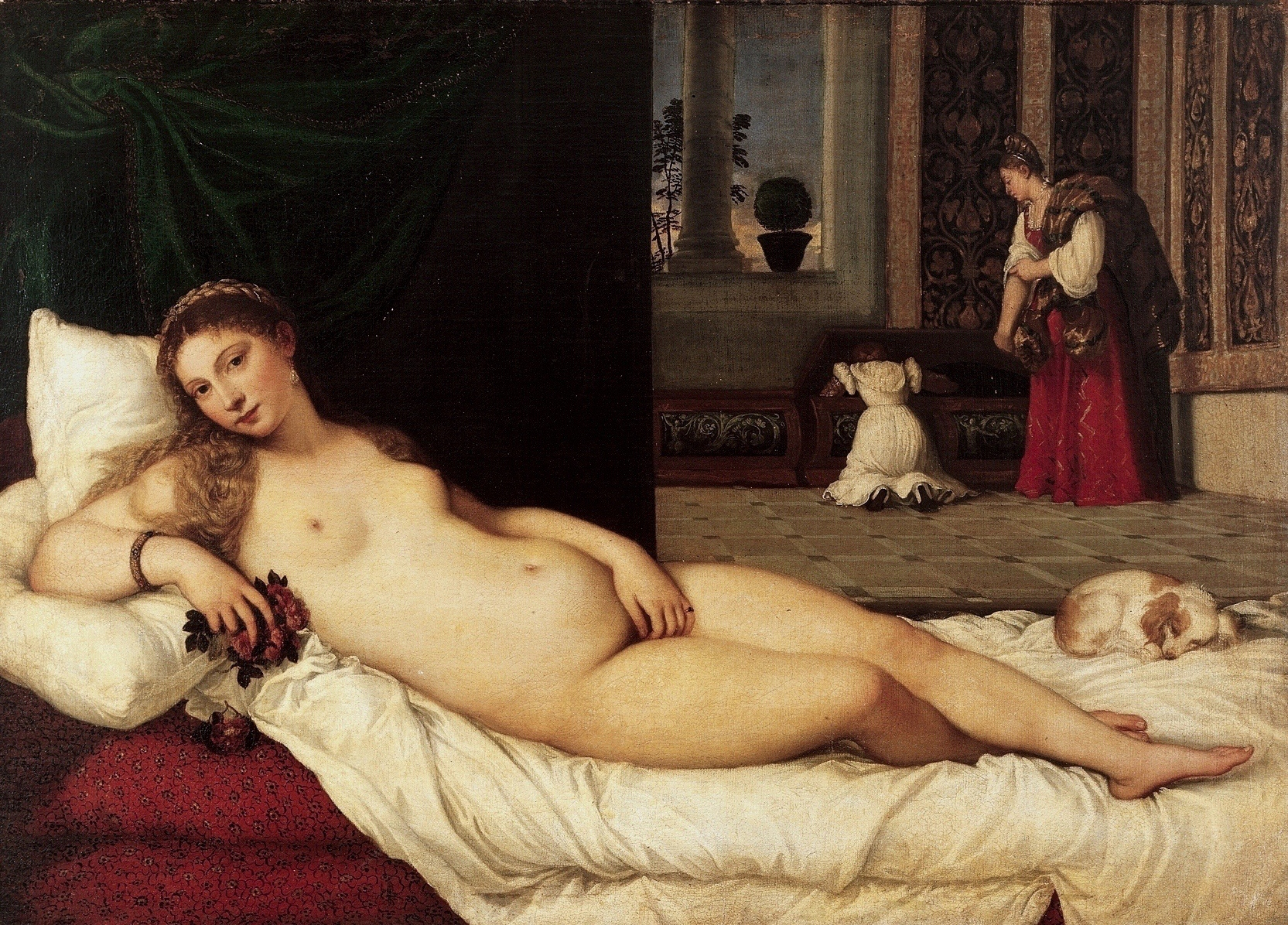
Тициан. Венера Урбинская. 1538. Холст, масло. Уффици, Флоренция
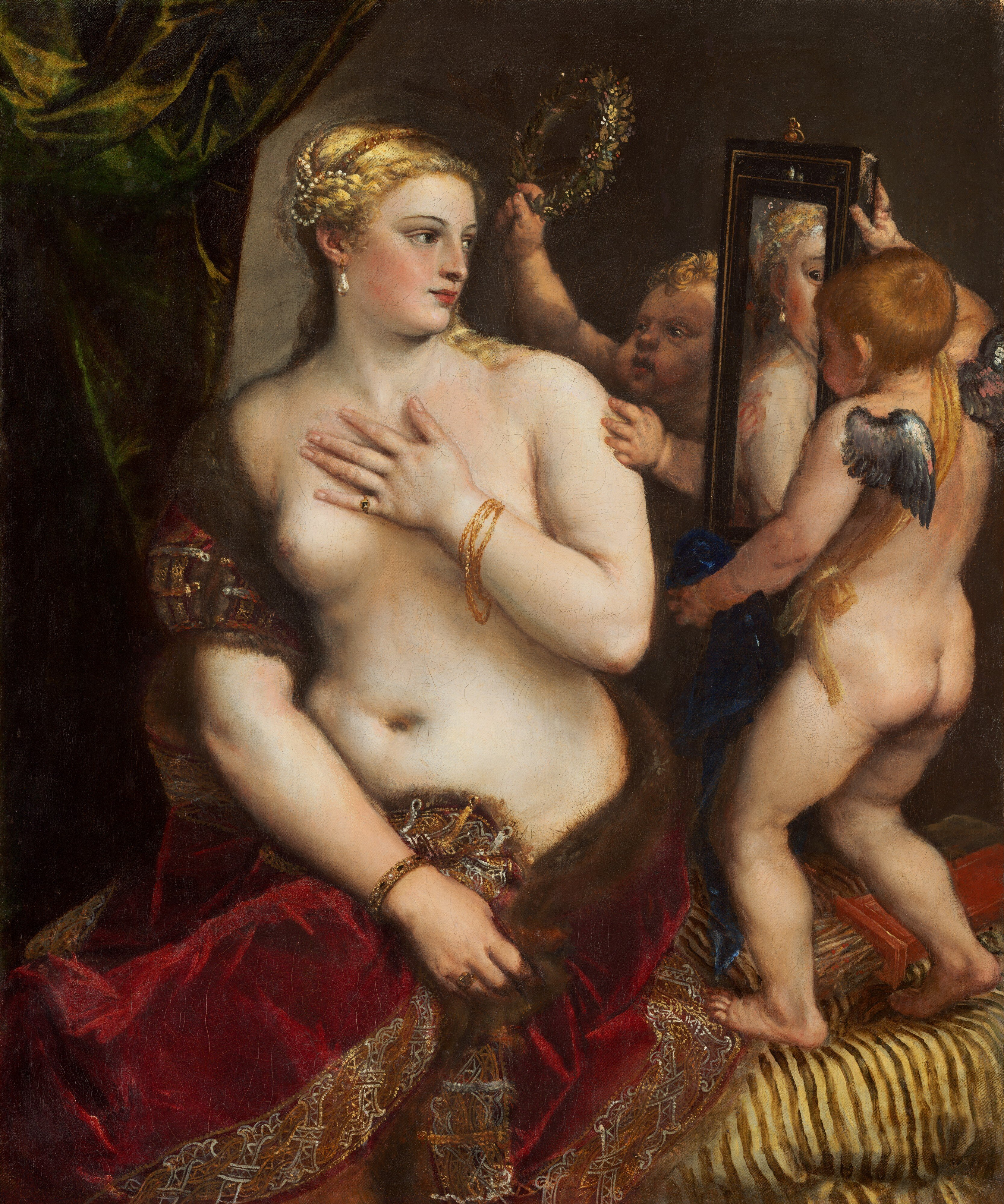
Тициан. Венера перед зеркалом. Ок. 1555. Холст, масло. Национальная галерея искусства, Вашингтон
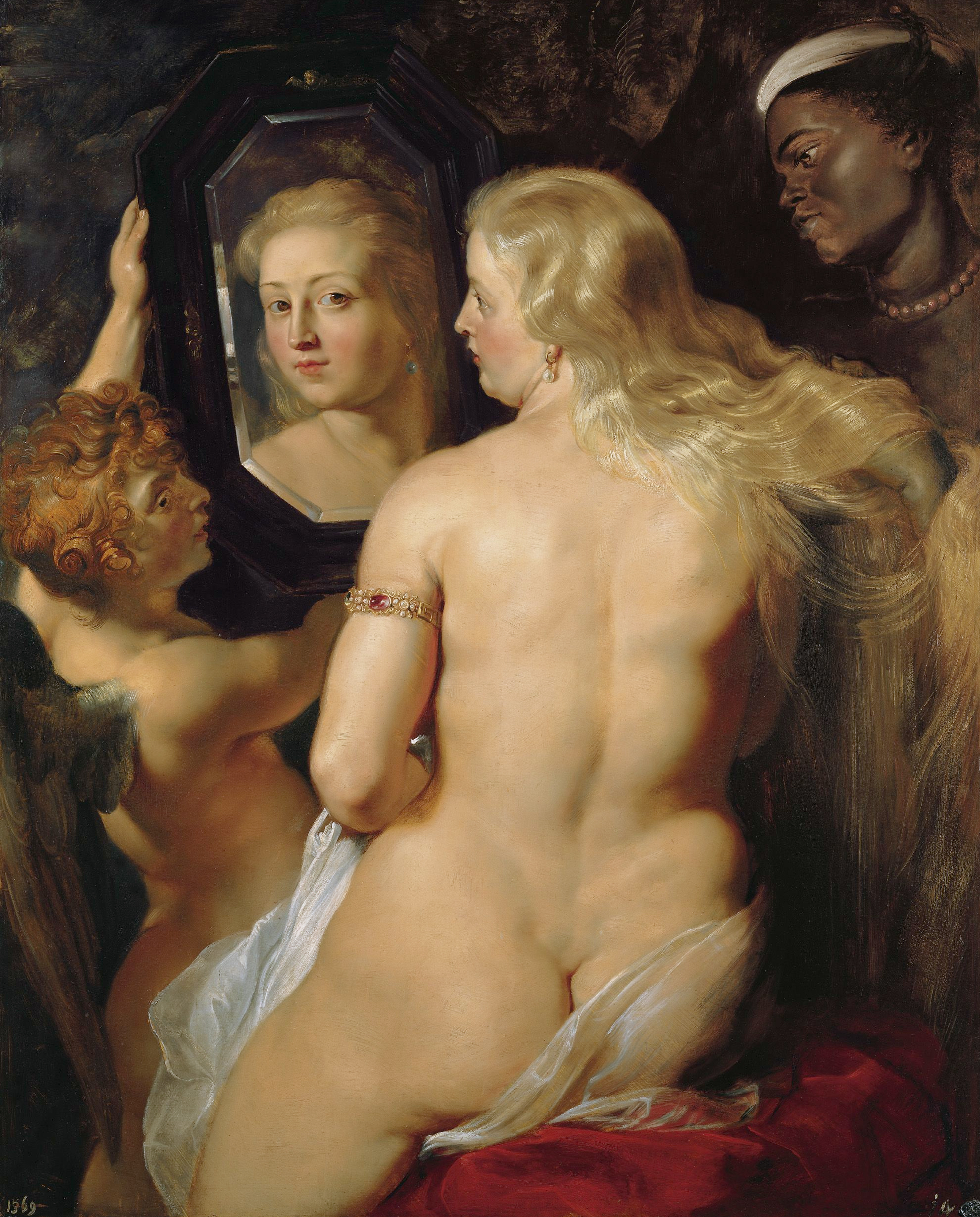
П. П. Рубенс. Венера перед зеркалом. Между 1613 и 1614. Холст, масло. Частное собрание

## История

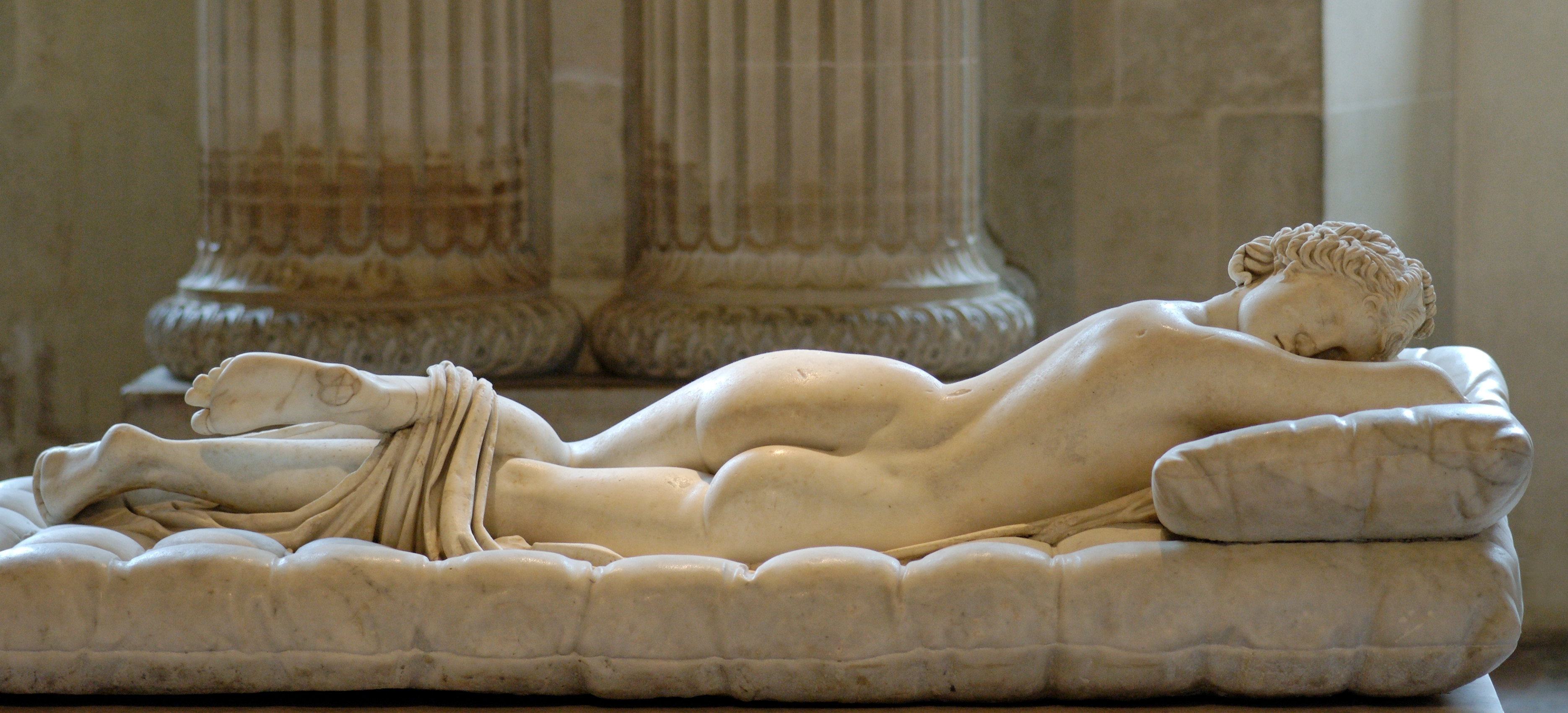
Спящий Гермафродит. Римская копия древнегреческой скульптуры II века до нашей эры. Мрамор. Лувр, Париж

В конце XVIII века картина «Венера с зеркалом» находилась во дворце герцогини Альбы. После смерти герцогини «Венера с зеркалом» Веласкеса, как и две «махи» Гойи, а также реплика «Венеры» Порденоне, были приобретены первым министром испанского короля, герцогом Мануэлем Годоем.
В 1808 году во время вторжения наполеоновских войск в Испанию и военной операции англичан против Наполеона «Венеру» Веласкеса вывезли в Англию, она находилась в частной коллекции Рокби. В 1810 году владельцы выставили картину на продажу, но стараниями английского короля Георга III, внёсшего необходимую сумму, «Венера Рокби» («Rokeby Venus»), как её тогда называли, стала собственностью государства.
В 1906 году картина была куплена Фондом национальных коллекций (The National Art Collections Fund) для Лондонской Национальной галереи. В 1914 году картина была повреждена суфражисткой Мэри Ричардсон, но полностью реставрирована и возвращена в галерею, где находится по настоящее время.

## В культуре
- Картина фигурирует в фильме об испанском короле Филиппе IV «Король изумленный» (1991). В нем есть сцена, посвященная позированию девушки для этой картины. Деталь — на ней красные чулки.
- Дейнека в 1936 году создал «Натурщицу» в позе «Венеры с зеркалом».
- У Хельмута Ньютона есть фотография «По мотивам Веласкеса в моей квартире», являющаяся аллюзией на эту картину.
- «Венера с зеркалом» — любимая картина главного героя британского фильма «Венера» 2006 года, на которую он отправляется посмотреть перед смертью в Лондонскую Национальную галерею.
- Искусствоведы предполагают, что картина послужила отправной точкой для работы Нормана Роквелла над полотном «Девочка у зеркала» (1954)[7].